# Sin Saimdang
Sin Saimdang (hangul: 신사임당, handža: 申師任堂; 1504-1551) byla korejská malířka a kaligrafistka a matka konfuciánského učence Julgoka. Je často dávána za vzor jako ideální konfuciánská matka. Byla uctivě přezdívána Ŏdžin Ŏmŏni (어진 어머니; Moudrá matka). S její pomocí se Julgok stal uznávaným učencem.
Stala se první ženou, která se objevila na jihokorejských bankovkách. Nová bankovka v hodnotě 50 000 wonů s její podobiznou byla uvedena do oběhu v roce 2009. Kritici tohoto kroku ale namítali, že výběr právě její osoby jen zesiluje sexistické stereotypy o postavení ženy ve společnosti.

## Galerie

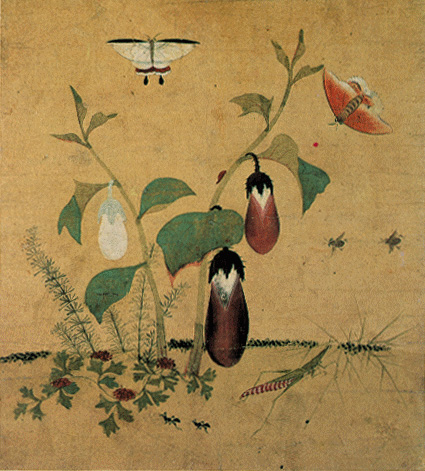
Čočchungdo, malířský žánr zobrazující rostliny a hmyz
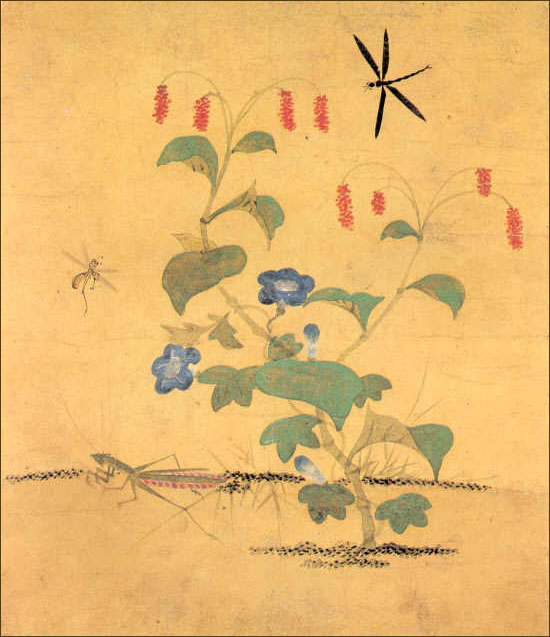
Čočchungdo
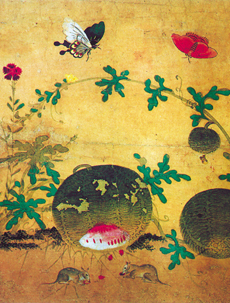
Čočchungdo
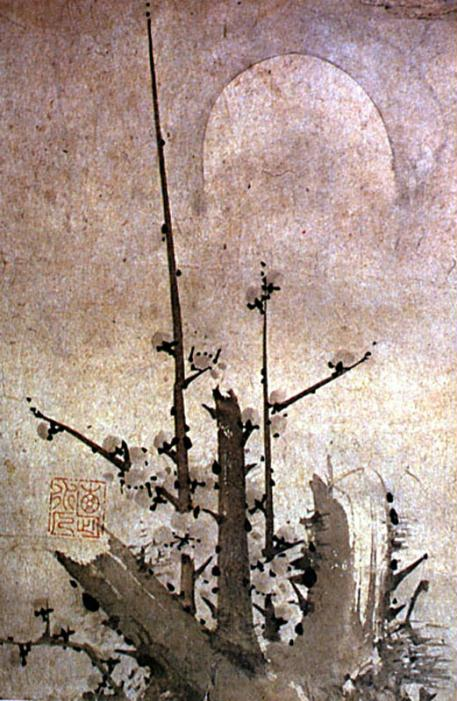
Motiv použitý na rubové straně bankovky
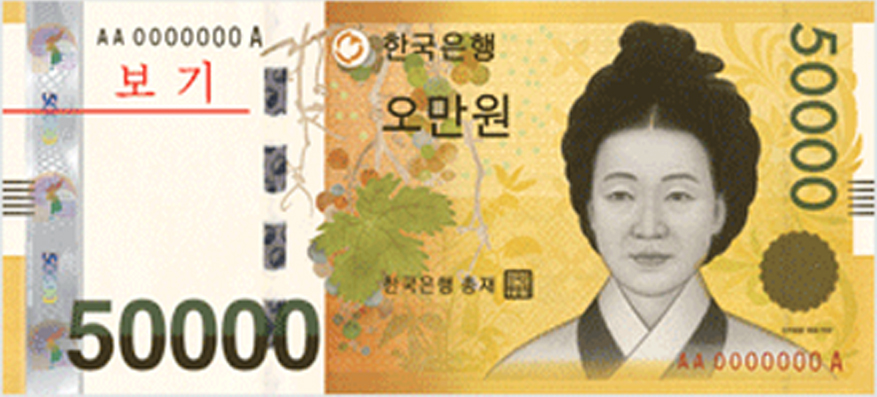
Bankovka s vyobrazením Sin Saimdang